# 布川隼汰
布川 隼汰（ふかわ しゅんた、1992年8月25日 - ）は、日本の俳優である。東京都出身。妻は女優の中村有沙。

## 略歴
- 2007年2月頃から両親とバラエティに出演し始める。同年10月に『3年B組金八先生』第8シリーズに出演し、本格的俳優デビューとなった。
- 2020年9月頃から堀越高等学校の同級生である鈴木龍之介と映像制作会社Fdceを設立する。
- 2021年4月22日、前年2020年8月に女優の中村有沙と結婚していたことを自身のTwitterを通じて発表した[2][1][3]。父の布川敏和も祝福のコメントをブログで公開した[4]。

## 人物
- 実父は布川敏和、実母はつちやかおり、叔母は荻野智子(旧姓・布川)。妹は布川桃花、布川花音。従妹は荻野心。両親や妹二人および従妹とは血液型が違う（父と従妹はB型、母と桃花はA型、花音はAB型で自身はO型）。
- 愛称は父親と同じ「ふっくん」。
- ハネムーンベイビー。
- 特技は料理、スポーツ全般（サッカー・野球・バレーボール・キックボクシング等）[5]

- 俳優デビュー作となった『3年B組金八先生』には母が第1シリーズで生徒役で出演しており、初の親子生徒役となった。隼汰がデビューした第8シリーズでつちやも母親役で出演し、武田鉄矢は、最終回の生徒一人ひとりへ贈る言葉のシーンで「お母さんに3B卒業したよと伝えておけ」と伝えていた。父、布川敏和は『2年B組仙八先生』に出演している。なお、金八には前田吟親子と岡本健一親子が出演しているが同時出演はしていない。
- 二代目尾上右近は堀越高等学校の同級生[6]であり、親友である。

## 出演

### テレビドラマ
- 3年B組金八先生（TBS） - 大西悠司 役
  - 第8シリーズ（2007年10月11日 - 2008年3月20日）
  - 3年B組金八先生ファイナル〜『最後の贈る言葉』（2011年3月27日）
- 愛讐のロメラ（2008年9月 - 10月、東海テレビ制作・フジテレビ系） - 小暮（加賀見）悟（少年時代 役
- 夜のせんせい 第1話（2014年1月17日、TBS） - 高橋 役
- 警視庁ゼロ係〜生活安全課なんでも相談室〜（2017年） - 沢村和男（21歳時） 役
- MROテレビ開局70年記念番組「鈍色ショコラヴィレ」（2021年2月14日、15日 TBS系） - 神崎紀明 役

### 映画
- 余命（2009年） - 木梨三千男 役
- チェイン（2014年） - 主演・山崎匠 役
- 獅子舞ボーイズ（2015年） - 主演・高倉亘 役
- あいあい傘（2018年） - 船田知之 役

### バラエティ
- 踊る!さんま御殿!!（2012年10月16日）

### クイズ番組
- ネプリーグ（2011年12月5日、2013年5月25日）

### 舞台
- アトリエッジ「流れる雲よ〜DJから特攻隊へ愛を込めて〜」（2009年9月、全労済ホール スペース・ゼロ） - 主演
- アトリエッジ「ぬばたまの淵」〜鬼ごっこ今ひとたびの逢うこともがな〜（2010年4月、新宿シアターモリエール）
- アトリエッジ「ちはやぶる神の国」〜異聞本能寺の変〜（2010年6月、俳優座劇場）
- アトリエッジ「流れる雲よ」（2011年6月、新国立劇場） - 主演
- アトリエッジ「ぬばたまの淵」最年少座長公演（2011年10月、俳優座劇場）
- アトリエッジ「聖この夜〜クリスマスツリーの奇跡〜」（2011年12月、duo stage bbs）
- アトリエッジ「流れる雲よ」（2014年5月、中野ザ・ポケット） - 主演・座長
- コロッケ芸能生活35周年記念公演・渡る世間は倍返し！？（2015年1月、明治座）
- タクフェス第3弾公演「くちづけ」（2015年10月、サンシャイン劇場 ほか、全国ツアー）
- アトリエッジ「流れる雲よ」特別出演（2016年8月、六行会ホール）
- トライアングル〜人生最後の日〜（2016年9月、すみだパークスタジオ倉）
- BASARA外伝〜KANATA 虹の話-銀杏-（2019年1月、紀伊國屋ホール） - 羅生 役
- 激情キネマ第一回公演「生きることから逃げないために､あの日僕らは逃げ出した」（2019年2月、新宿Live Freak） - 時雨 役
- The Great Gatsby In Tokyo（2019年3月、DDD青山シアター） - ニック・キャラウェイ 役
- Famiglia!（2019年4月、三越劇場） - Tony 役
- 生きることから逃げないために､あの日僕らは逃げ出した第二回公演「逆襲の花束(再演)」（2019年6月、新宿Live Freak） - 時雨 役
- アトリエッジ「流れる雲よ」20周年特別出演 （2019年8月、六行会ホール） - 主演:坂本光太郎 役
- The Great Gatsby 2023（2023年11月、近鉄アート館・三越劇場）[7]
- 内田康夫生誕90周年 〜浅見光彦シリーズ〜 舞台「後鳥羽伝説殺人事件」（2024年5月、渋谷区文化総合センター大和田 伝承ホール） - 浅見光彦 役[8][9]